# Клисурска крепост (Илинден)
Клисурската крепост е тракийска и късноантична крепост, разположена край село Илинден (Либяхово), България.
Крепостта е разположена на скалисто възвишение в местността Клисура на 1,59 km източно от центъра на селото, в тесния пролом на река Мътница. Възвишението е обградено от три страни от меандрите на реката и е единствено достъпно през тясна седловина от север. Склоновете му са отвесни от запад и северозапад и сравнително по-полегати от юг.
Крепостта заема равното било с площ от 0,3 ha. В северната и най-висока част на хълма има остатъци от правоъгълна сграда, ориентирана северозапад – югоизток. Входът на сградата е от югоизток. Размерите ѝ са 4,4 на 4,5 m, а стените ѝ са дебели между 1,3 m и 1,5 m. Предполага се, че това е кула, защитавала входа на крепостта. Открити са следи от пожар. Градежът е двулицев със суха зидария от ломени и естествено нацепени камъни. На запад кулата опира отвесния склон. Следи от крепостната стена са открити при археологическите сондажи в югозападната и южната страна на възвишението. Открита е керамика от халколита и от късната античност.